# 一番堀通町
一番堀通町（いちばんぼりどおりちょう）は、新潟県新潟市中央区の町字。丁番を持たない単独町名であり、住居表示未実施区域。郵便番号は951-8132。

## 概要
1872年（明治5年）から現在までの町名。神明横町が改称して成立。町名の由来は、一番堀に沿うことにちなむ。
白山神社の所在地であり、区域の大半は白山公園で占められる。1936年（昭和11年）に昭和大橋上手埋立地を編入した。

### 隣接する町字
北から東回り順に、以下の町字と隣接する。
- 学校裏町
- 学校町通
- 西堀前通
- 古町通
- 東堀通
- 東堀前通
- 本町通
- 上大川前通
- 川端町
- 川岸町
- 白山浦
- 学校町通

※信濃川を挟んで上所と隣接。

## 地域

### 東部
主な企業・施設
- 鳥居医院
- ダイアパレス白山公園前
- 福屋書店
- 旅館にしやま
- そば竹野
- そば処山風
- エネオス
- レストランキリン

### 中央部
主な施設
- 白山公園
  - 白山神社
  - 新潟県政記念館
  - 新潟市陸上競技場
  - 新潟市体育館
  - 新潟県民会館
  - 新潟市民芸術文化会館（りゅーとぴあ）
  - 新潟市音楽文化会館

過去に存在した施設
- 新潟市公会堂

### 西部
主な企業・施設
- 新潟市役所第一分館
- 長谷川歯科
- 豊和建設
- 福田組

### ギャラリー

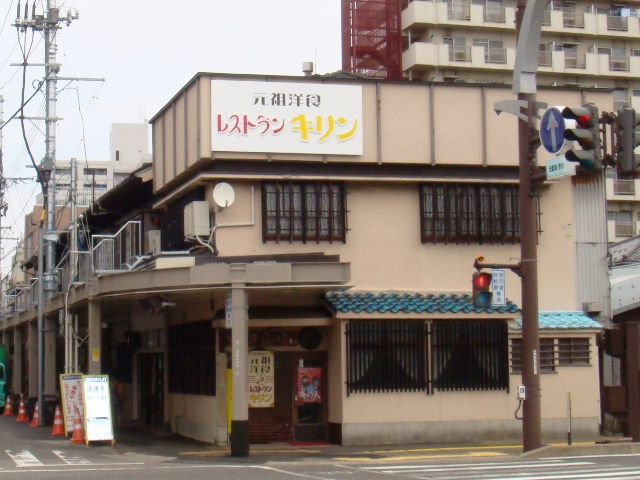
レストランキリン
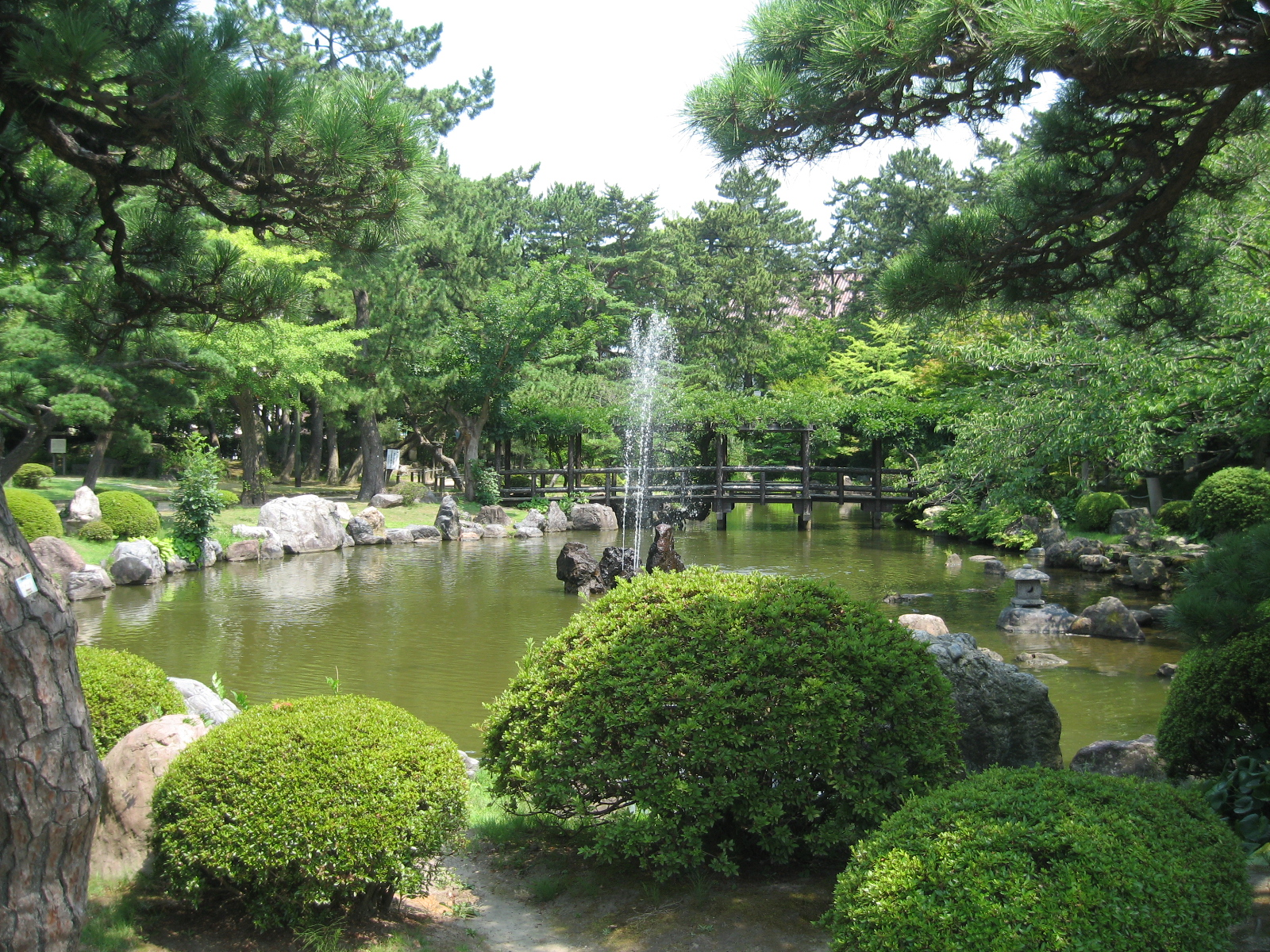
白山公園
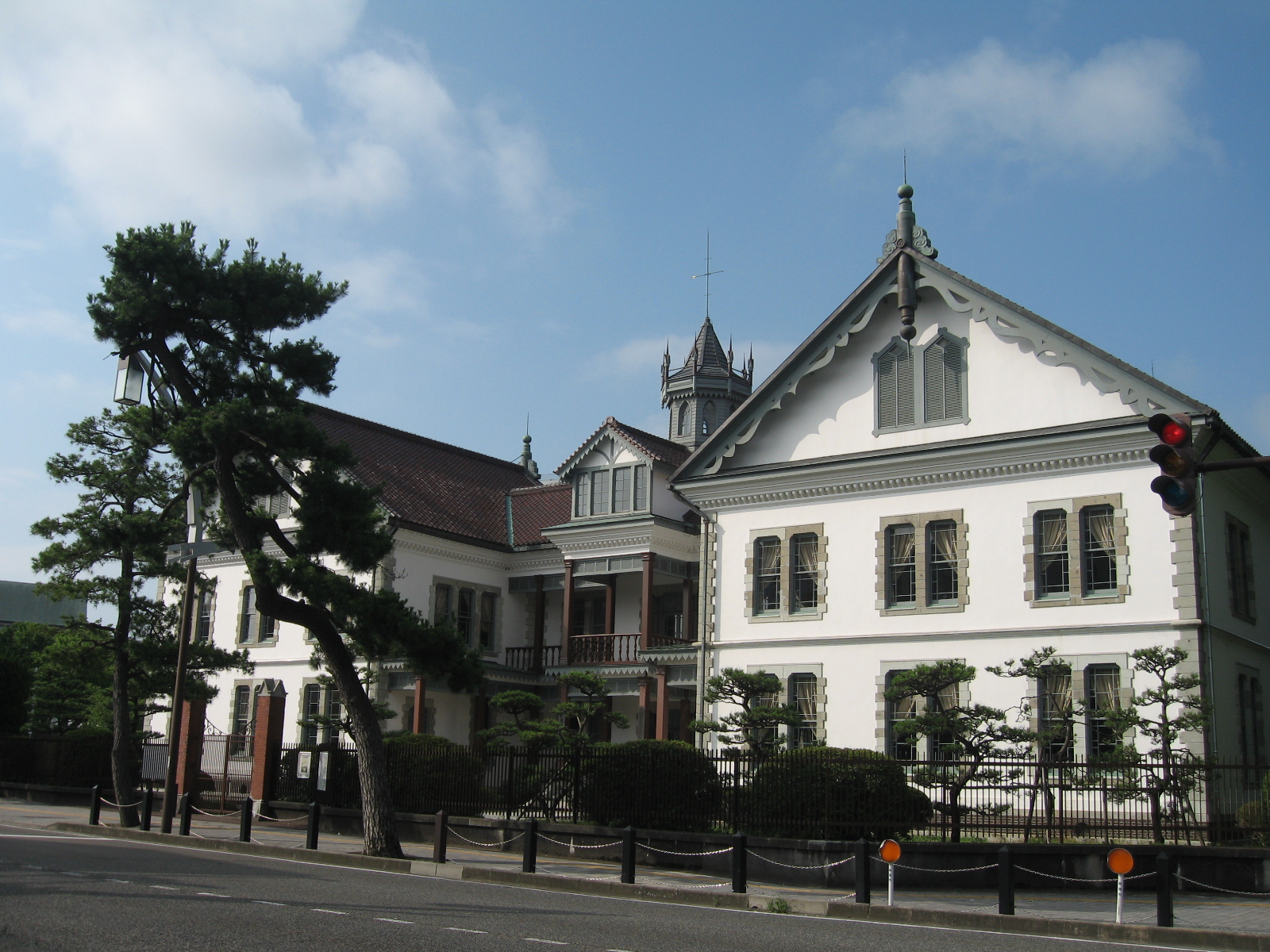
新潟県政記念館
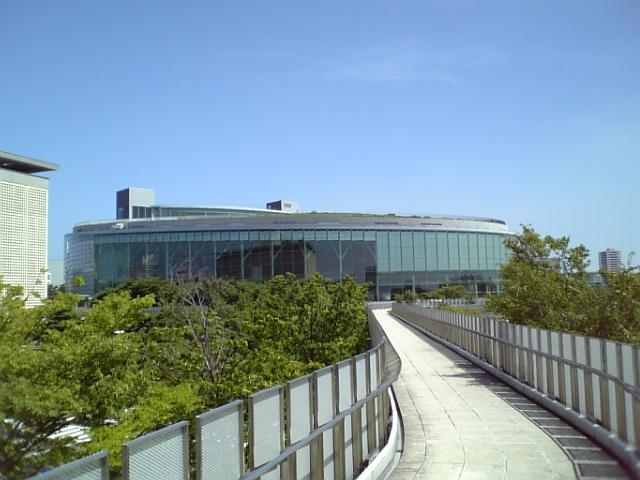
新潟市民芸術文化会館
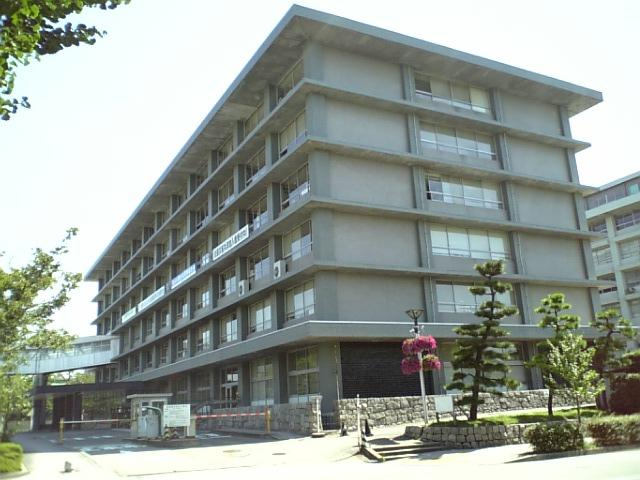
新潟市役所第一分館

## 歴史
- 1872年（明治5年）10月 - 宮浦堀が開削される[6]。
- 1879年（明治12年）4月9日 : 新潟町の区制移行により、新潟区の町丁となる。
- 1889年（明治22年）4月1日 : 新潟区の市制施行により新潟市の町丁となる。
- 1934年（昭和9年） - 信濃川白山公園地先の埋め立て工事が始まる[7]。
- 1964年（昭和39年）3月 - 宮浦堀、一番堀が埋め立てられる[8]。
- 1994年（平成6年）12月 - ポケットパーク一番堀広場が完成する[9]。
- 2007年（平成19年）4月1日 : 新潟市の政令指定都市移行により、中央区の町丁となる。

## 世帯数と人口
2018年（平成30年）1月31日現在の世帯数と人口は以下の通りである。
| 町丁       | 世帯数 | 人口  |
| ---------- | ------ | ----- |
| 一番堀通町 | 86世帯 | 177人 |

## 小・中学校の学区
市立小・中学校に通う場合、学区は以下の通りとなる。
| 番地                                                                                    | 小学校             | 中学校             |
| --------------------------------------------------------------------------------------- | ------------------ | ------------------ |
| 3番地10・21・23～27 5923番地、5928番地 5938番地、6014〜6015番地                         | 新潟市立鏡淵小学校 | 新潟市立白新中学校 |
| 1〜2番地、3番地3～8 336～342番地、502番地 504～513番地、685～692番地 5926番地、5940番地 | 新潟市立白山小学校 | 新潟市立白新中学校 |

## 交通

### 鉄道
新潟交通電車線（廃止）
- 白山前駅

### 道路
国道
- 国道116号

県道
- 新潟県道164号白山停車場女池線

### バス
新潟交通路線バス